# Tulunider
Ṭūlūniderne (arabisk: arabisk: طولونيون; Ṭūlūniyūn) var det første uafhængige dynasti i det islamske Egypten efter, at det frigjorde sig fra abbaside-kalifenes centrale kontrol. Ṭūlūniderne herskede over Egypten og andre dele af Mellemøsten fra 868 til 905. I det ottende århundrede førte indre strid i Abbaside-kalifatet til, at kontrollen over rigets ikke-centrale dele blev stadig svagere. I 868 etablerede den tyrkiske officer Aḥmad ibn Ṭūlūn sig som Egyptens uafhængige guvernør. Siden opnåede han nominelt selvstyre under abbasidernes centralstyre. Under Aḥmad ibn Ṭūlūns styre, som kom til at vare frem til 884, og under hans efterfølgere, blev ṭūlūnidriget udvidet således, at det også omfattede Syrien og Palæstina. Aḥmad blev efterfulgt af sin søn Ḫmuārawayh, hvis militære og diplomatiske bedrifter gjorde ham til en vigtig magtfaktor i Mellemøsten. Abbasiderne anerkendte igen ṭūlūniderne som legitime herskere og deres status som kalifatets vasaller. Efter Ḫmuārawayhs død var 'amīrerne uduelige herskere, hvilket førte til, at deres tyrkiske og sorte slavesoldater kom til at styre staten. I 905 var ṭūlūniderne ude af stand til at modstå en abbaside-invasion, hvilket førte til, at abbasiderne genoprettede kalifatstyre i Syrien og Egypten.
Ṭūlūnid-perioden blev kendetegnet af økonomiske og administrative reformer ved siden af de kulturelle. Aḥmad ibn Ṭūlūn reformerede skattesystemet og allierede sig med handelsmændene, og han oprettede også en ṭūlūnidhær. Hovedstaden blev flyttet fra Fustat til al-Qatta'i, hvor den berømte Ibn Ṭūlūn-moske blev bygget.

## 'Amīrer
- Aḥmad ibn Ṭūlūn (868-884) (arabisk: أحمد بن طولون)
- Abū al-Ǧayš Ḫmuārawayh ibn Aḥmad (884-896) (arabisk: أبو الجيش خمارويه بن أحمد)
- Abū al-ʿAsākir Ǧayš ibn Ḫmuārawayh ibn Aḥmad ibn Ṭūlūn (896) (arabisk: أبو العساكر جيش بن خمارويه بن أحمد بن طولون)
- Hārūn ibn Ḫmuārawayh ibn Aḥmad (896-904) (arabisk: هارون بن خمارويه بن أحمد)
- Abū al-Manāqib Šaybān Aḥmad ibn Ṭūlūn (904-905) (arabisk: أبو المناقب شيبان أحمد بن طولون)